# Das Gespensterhaus
Das Gespensterhaus ist ein Film des Regisseurs Franz Schnyder. Die Filmkomödie wurde im Frühling 1942 in Bern und Zürich gedreht und am 28. August in Bern uraufgeführt. Produziert wurde sie von Lazar Wechslers Praesens-Film.
Das Drehbuch schrieben Kurt Guggenheim und Richard Schweizer nach der Vorlage von Uli Wicheleggers Roman Das Gespensterhaus: Eine Geschichte aus der Stadt Bern. Die Hauptrollen spielten Emil Hegetschweiler, Jakob Sulzer, Blanche Aubry, Therese Giehse, Alfred Rasser, Hermann Gallinger und Max Röthlisberger. Nach diesem Film wurde Schnyder von Praesens-Film fest verpflichtet.

## Handlung
In der Berner Altstadt steht ein verlassenes Haus, in dem verstorbene Bewohner spuken sollen. Der frischgebackene Journalist Rico Häberli erhält von Redaktor Oppliger den Auftrag, das Haus auszukundschaften. Er verbringt eine Nacht in dem Gebäude und entdeckt ein Gespenst. Er entschliesst sich, der Sache auf den Grund zu gehen.

## Kritik
„Eine amüsante Dialektkomödie, filmisch etwas unbeholfen gestaltet, jedoch mit vorzüglichen Schauspielerleistungen und einer hintergründigen Kritik an sturem Rationalismus und ängstlichem Aberglauben.“